# Live at the Apollo (álbum de James Brown)
Live at the Apollo es el primer álbum en vivo grabado por James Brown. Fue grabado en octubre de 1962 en el Teatro Apollo de Nueva York y lanzado en mayo de 1963. Además de James Brown, también participó en el álbum el grupo vocal The Famous Flames.
El disco es considerado uno de los más importantes de la historia. Ocupó el lugar 25 en la lista de la revista Rolling Stone de "Los 500 mejores álbumes de todos los tiempos". Fue escogido en 2004 para agregarse al Registro Nacional de Grabaciones de los Estados Unidos. En 1998 fue reconocido con el Premio del Salón de la Fama de los Grammy.

## Historia
En 1958, James Brown y The Famous Flames habían lanzado Try, que fue un hit en todo Estados Unidos. A partir de ese momento fueron ganando fama hasta ser considerados los mejores artistas de la discográfica King Records. La fama del gran nivel de las actuaciones en vivo de Brown estaba extendida.
El cantante decidió en 1962 hacer un registro de su actuación en vivo. Sin embargo, Syd Nathan, dueño de King Records, se negó a poner dinero para ello, por lo que el propio James Brown tuvo que financiar la grabación.

## Recepción e influencia
El disco fue un éxito de inmediato. Llegó hasta el número 2 y se mantuvo 66 semanas en el ranking Billboard 200.
Hoy en día es considerado un álbum clásico, referente de su época, del "Chitlin' Circuit" y como fundacional para el soul.

## Lista de canciones
| N.º | Título | Duración |  |
| 1.  | «Introduction to James Brown and The Famous Flames» (Fats Gonder) | 1:49     |  |
| 2.  | «I'll Go Crazy» | 2:05     |  |
| 3.  | «Try Me» | 2:27     |  |
| 4.  | «Think» | 1:58     |  |
| 5.  | «I Don’t Mind» | 2:28     |  |
| 6.  | «Lost Someone» | 10:43    |  |
| 7.  | «Medley: Please, Please, Please/You've Got the Power/I Found Someone/Why Do You Do Me/I Want You So Bad/I Love You, Yes I Do/Strange Things Happen/Bewildered/Please, Please, Please» | 6:27     |  |
| 8.  | «Night Train» | 3:26     |  |

| Bonus tracks de la versión de 2004 |                                                              |          |  |
| N.º                                | Título                                                       | Duración |  |
| 9.                                 | «Think»                                                      | 2:01     |  |
| 10.                                | «Medley: I Found Someone/Why Do You Do Me/I Want You So Bad» | 2:10     |  |
| 11.                                | «Lost Someone»                                               | 2:43     |  |
| 12.                                | «I'll Go Crazy»                                              | 2:18     |  |

## Créditos

### The Famous Flames (coros)
- "Baby" Lloyd Stallworth
- Bobby Bennett
- Bobby Byrd

### Banda
- Hubert Perry - bajo
- Clayton Fillyau - batería
- George Sims - batería
- Les Buie - guitarra
- Lucas Fats Gonder - órgano
- William "Po' Devil" Burgess - saxo alto
- Al Brisco Clark - saxo barítono y saxo tenor
- Clifford MacMillan - saxo tenor
- St-Clair Pinckney - saxo tenor
- Dickie Wells - trombón
- Lewis Hamlin - trompeta
- Roscoe Patrick - trompeta
- Teddy Washington - trompeta[8]